# 嘉央屯月坚赞
嘉央屯月坚赞（Jamyang Donyö Gyaltsen，1310年—1344年），藏族，元朝藏传佛教萨迦派法主。
嘉央屯月坚赞是乌思藏萨斯迦（今西藏自治区萨迦县）昆氏（hKhon）家族人。他是达尼钦波桑波贝和其第七妻玛久夏鲁玛·宣努本之子，达尼钦波桑波贝是八思巴的侄子。达尼钦波桑波贝任時萨迦法主時，萨迦派的统治达到鼎盛。泰定元年（1324年），嘉央屯月坚赞的兄長帝师公哥罗古罗思监藏班藏卜，把兄弟们分为四个拉章。嘉央屯月坚赞和同母弟索南坚赞為仁钦岗拉章。他被元順帝封為大元國師，至正二年（1342年）嘉央屯月坚赞任萨迦法主。此時，帕木竹巴興起，绛曲坚赞的勢力越來越大。至正四年（13442年），嘉央屯月坚赞去世，他的同母弟索南坚赞為第14代萨迦法主。